# Błonie (tor łyżwiarski)

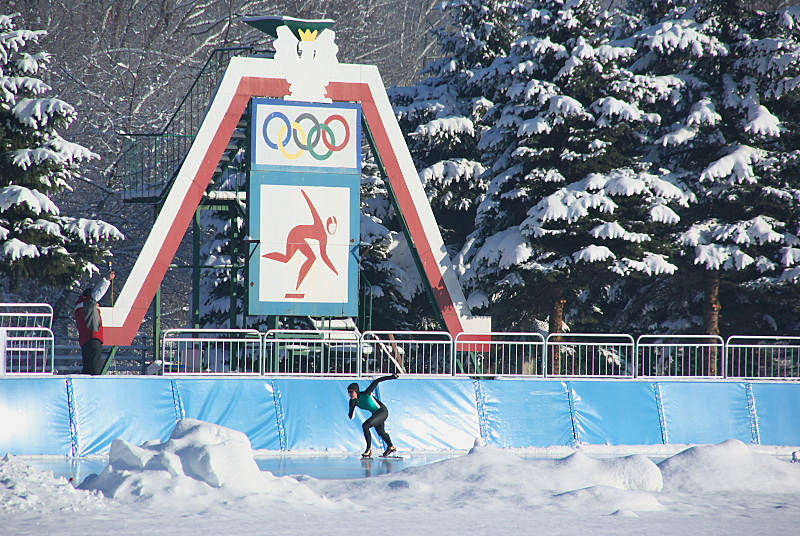
Zawody łyżwiarskie na torze Błonie (2010)

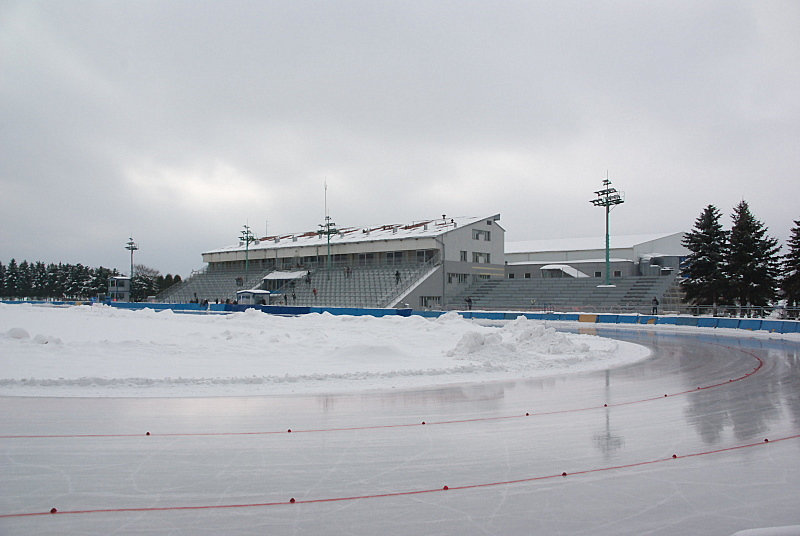
Tor Błonie. W tle trybuny dla publiczności (2012)

Błonie – sztucznie mrożony tor łyżwiarski służący do uprawiania sportu łyżwiarstwa szybkiego, położony przy ulicy Królowej Bony 4 w Sanoku w dzielnicy Błonie. Funkcjonuje w ramach Miejskiego Ośrodka Sportu i Rekreacji w Sanoku. Obok znajduje się lodowisko Arena Sanok.

## Historia
W latach 20. XX wieku w miejscu późniejszego istnienia toru, powstał stadion piłkarski.
Pierwotnie od 1976 była tworzona tzw. „okrężna ślizgawka”. Budowa toru trwała od końca lat 70. Inicjatorami powstania toru byli działacze klubu MKS Zryw Sanok: Leszek Ciuk, Adam Polityński i Jerzy Lisowski, a także oraz dyrektor Sanockiego Przedsiębiorstwa Budowlanego, Józef Baszak.
Wykonawcą robót konstrukcyjnych były Sanockie Przedsiębiorstwo Budowlane i Sanocka Fabryka Autobusów „Autosan”. Po raz pierwszy był oficjalnie użytkowany w 1979, gdy przeprowadzono zawody na Igrzyskach Młodzieży Szkolnej, przy czym wówczas tor był eksploatowany jako naturalny. Od 2 lutego 1980 na obiekcie odbyły się zawody VII Ogólnopolskiej Spartakiady Młodzieży. 10 stycznia 1983 tor został po raz pierwszy zamrożony zostając drugim w Polsce tego typu obiektem po torze Stegny, a dwa dni później rozpoczęli korzystanie z niego miejscowi łyżwiarze SKŁ Górnik Sanok i MKS Zryw Sanok. W tym czasie Miejski Ośrodek Sportu i Rekreacji w Sanoku ogłosił konkurs na nazwę toru. Pod koniec 1983 ogłoszono konkurs na nazwę toru, w wyniku którego wybrano nazwę „Błonie”. W dniach 14-17 lutego 1985 na torze odbyły się zawody w ramach XII Zimowej Ogólnopolskiej Spartakiady Młodzieży (po raz drugi w województwie krośnieńskim).
Na przełomie lat 80/90 na torze została zainstalowana pionierska fotocela, tablica świetlna oraz wprowadzono elektroniczny pomiar czasu biegów łyżwiarskich. W latach 2003–2005 przeprowadzono remont kapitalny obiektu.
Tor Błonie jest jednym z czterech działających sztucznych torów łyżwiarskich w Polsce. Poza zawodami łyżwiarstwa szybkiego na torze jest uprawiany sport wrotkarski (w okresie niezimowym). Ponadto od 2007 na obiekcie odbywają się zawody ice speedway (wyścigi motocyklowe na lodzie, zwane też żużel na lodzie).
Obiekt służy zawodnikom powołanego w 1980 klubu łyżwiarskiego SKŁ Górnik Sanok.

## Parametry
Tor „Błonie” ma wymiary 400 x 12,5 m (wcześniej 400 x 10 m). Według danych z lat 90. trybuna mieściła 1200 widzów, zaś sztuczne oświetlenie miało moc 80 luxów. Infrastrukturę toru wyposażono w elektroniczny pomiar czasu jazdy wraz z tablicą wyświetlającą uzyskiwane wyniki.

## Łyżwiarstwo szybkie
Na przestrzeni lat na torze Błonie odbywało się wiele zawodów rangi mistrzowskiej.
- I Międzynarodowe Zawody w Łyżwiarstwie Szybkim o „Puchar Karpat” (19-20 stycznia 1985)[16][17]
- Mistrzostwa Polski w Łyżwiarstwie Szybkim na Dystansach 1987[18][19]
- Mistrzostwa Polski w Łyżwiarstwie Szybkim na Dystansach 1993
- Europejskie Igrzyska Juniorów 1995[20]
- Mistrzostwa Polski w Łyżwiarstwie Szybkim na Dystansach 1995
- Mistrzostwa Polski w Łyżwiarstwie Szybkim na Dystansach 1997
- Mistrzostwa Polski w Łyżwiarstwie Szybkim na Dystansach 1999
- Mistrzostwa Polski w Łyżwiarstwie Szybkim na Dystansach 2000
- Mistrzostwa Polski w Łyżwiarstwie Szybkim na Dystansach 2006

## Ice speedway
- I Ice Racing Sanok Cup – 13-14 stycznia 2007.
- II Ice Racing Sanok Cup – 25 stycznia 2008 (Mistrzostwa Europy w Wyścigach Motocyklowych na Lodzie 2008[21])
- III Ice Racing Sanok Cup – 24 stycznia 2009 (Runda Kwalifikacyjna Mistrzostw Świata w Wyścigach Motocyklowych na Lodzie 2009[22])
- IV Ice Racing Sanok Cup – 15 stycznia 2010 (Runda Kwalifikacyjna Mistrzostw Świata w Wyścigach Motocyklowych na Lodzie 2010)
- V Ice Racing Sanok Cup – 22 stycznia 2011 (Runda Kwalifikacyjna Mistrzostw Świata w Wyścigach Motocyklowych na Lodzie 2011)
- VI Ice Racing Sanok Cup – 28 stycznia 2012 (Runda Kwalifikacyjna Mistrzostw Świata w Wyścigach Motocyklowych na Lodzie 2012)
- Finał Drużynowych Mistrzostw Świata w wyścigach motocyklowych na lodzie – 25-26 stycznia 2013
- VII Ice Racing Sanok Cup – 25-26 stycznia 2014 (Runda Kwalifikacyjna Mistrzostw Świata w Wyścigach Motocyklowych na Lodzie 2012)